# جزيرة كارانغ غانجور
جزيرة كارانغ غانجور وهي جزيرة من جزر إندونيسيا، وتقع في إقليم جاوة الغربية.